# Mirosław Car
Mirosław Car (ur. 24 listopada 1960 w Bielsku Podlaskim, zm. 7 czerwca 2013 w Białymstoku) – polski piłkarz, grający na pozycji pomocnika i obrońcy.
Wychowanek Tura Bielsk Podlaski. Był zawodnikiem Legii Warszawa (1982/1983), Motoru Lublin (1982-1986) oraz Jagiellonii Białystok (1985-1989). W polskiej ekstraklasie wystąpił w czterdziestu meczach. Ojciec piłkarza Tura Bielsk Podlaski – Karola Cara.